# Ахмед Хусейн ас-Самарраї
Ахмед Хусейн ас-Самарраї (араб. أحمد حسين خضير السامرائي; нар. 2 липня 1941) — іракський військовик і політичний діяч, прем'єр-міністр країни у 1993—1994 роках.